# Le Grand Assistant
Le Grand Assistant je sochařské dílo německého umělce Maxe Ernsta, které se nachází v blízkosti severní fasády Centre Georges Pompidou, na křižovatce Rue Rambuteau a Rue Brantôme v Quartier de l'Horloge ve 3. obvodu města Paříže ve Francii.

## Popis
Bronzová socha zobrazuje humanoida s nataženýma rukama obráceným k muzeu. Plastika spočívá na obdélném kamenném soklu vysokém několik metrů. Na štítku je uvedeno jméno díla a umělce, dále datum vytvoření (1967), datum odlití do bronzu (1974) a datum získání státem (1975).

## Historie
Dílo se na současném místě nachází od roku 1996, kdy sem bylo přemístěno v rámci úprav okolí Centre Pompidou. Získal jej Národní fond současného umění v roce 1975 jako dar od umělce.

## Umělec
Max Ernst (1891–1976) byl německý umělec. Replika díla se nachází i v Amboise jako poděkování za pomoc, kterou poskytl tehdejší starosta Michel Debré při naturalizaci sochaře.